# 1re cérémonie des Rubans d'argent
La première cérémonie des Rubans d'argent, organisée par le syndicat national des journalistes cinématographiques italiens, s'est déroulée à Rome le 29 juillet 1946 et a récompensé les films italiens sortis en 1945 et 1946.

## Palmarès

### Meilleur film
- Rome, ville ouverte de Roberto Rossellini

### Meilleur réalisateur
- Alessandro Blasetti pour Un jour dans la vie ex æquo avec Vittorio De Sica pour Sciuscià

### Meilleur sujet
- Pietro Germi pour Le Témoin

### Meilleure actrice
- Clara Calamai pour L'adultera

### Meilleur acteur
- Andrea Checchi pour Deux Lettres anonymes

### Meilleure actrice dans un second rôle
- Anna Magnani pour Rome, ville ouverte

### Meilleur acteur dans un second rôle
- Gino Cervi pour Les Ennuis de Monsieur Travet

### Meilleure photographie
- Mario Craveri pour Un jour dans la vie

### Meilleurs décors
- Piero Filippone pour Les Ennuis de Monsieur Travet

### Meilleure musique de film
- Enzo Masetti pour Malìa (it)

### Meilleur documentaire
- La vallée de Cassino (it) de Giovanni Paolucci (it)